# Luis Puenzo
Luis Adalberto Puenzo (Buenos Aires, 19 de febrero de 1946) es un director y guionista de cine argentino. Obtuvo el Óscar a la mejor película extranjera en 1986 con su primer largometraje, La historia oficial, una historia acerca de los desaparecidos por la dictadura argentina. Desde ese hito Puenzo rodó cinco películas más, incluyendo Gringo viejo, con Gregory Peck y basada en una novela del mexicano Carlos Fuentes, y La peste, con William Hurt y Robert Duvall protagonizando una adaptación de la novela homónima de Albert Camus.
Es miembro fundador de la Academia de las Artes y Ciencias Cinematográficas de la Argentina e integró como vocal su primera comisión directiva. En 1994 participó de la redacción de la actual Ley de cine (ley Nº 24.377/94), que establece la autarquía del Instituto Nacional de Cine y Artes Audiovisuales (INCAA) y la forma de financiamiento, lo que dio un impulso a la producción de películas con respecto a los años previos. Desde enero de 2020 hasta abril de 2022 Puenzo fue Presidente del INCAA.
Su hija Lucía Puenzo también es una cineasta de renombre.

## Filmografía
| Año  | Película             | Notas |
| 1973 | Luces de mis zapatos |       |
| 1975 | Las sorpresas        |       |
| 1985 | La historia oficial  |       |
| 1989 | Gringo viejo         |       |
| 1991 | La peste             |       |
| 2003 | La puta y la ballena |       |

## Premios y nominaciones
Premios Óscar
| Año  | Categoría                 | Película            | Resultado |
| ---- | ------------------------- | ------------------- | --------- |
| 1986 | Mejor película extranjera | La historia oficial | Ganador   |
| 1986 | Mejor guion original      | La historia oficial | Nominado  |

Premios Globo de Oro
| Año  | Categoría                           | Película            | Resultado |
| ---- | ----------------------------------- | ------------------- | --------- |
| 1986 | Mejor película en lengua no inglesa | La historia oficial | Ganador   |

Premio Cóndor de Plata
| Año  | Categoría            | Película            | Resultado |
| ---- | -------------------- | ------------------- | --------- |
| 1986 | Mejor película       | La historia oficial | Ganador   |
| 1986 | Mejor director       | La historia oficial | Ganador   |
| 1986 | Mejor guion original | La historia oficial | Ganador   |